# Albanthura stenodactyla
Albanthura stenodactyla är en kräftdjursart som beskrevs av Johann-Wolfgang Wägele 1985. Albanthura stenodactyla ingår i släktet Albanthura och familjen Leptanthuridae.
Artens utbredningsområde är havet kring Nya Zeeland. Inga underarter finns listade i Catalogue of Life.